# Nephromeria sintenisii
Nephromeria sintenisii là một loài thực vật có hoa trong họ Đậu. Loài này được (Urb.) Britton & P. Wilson mô tả khoa học đầu tiên năm 1930.